# Rahmānīya

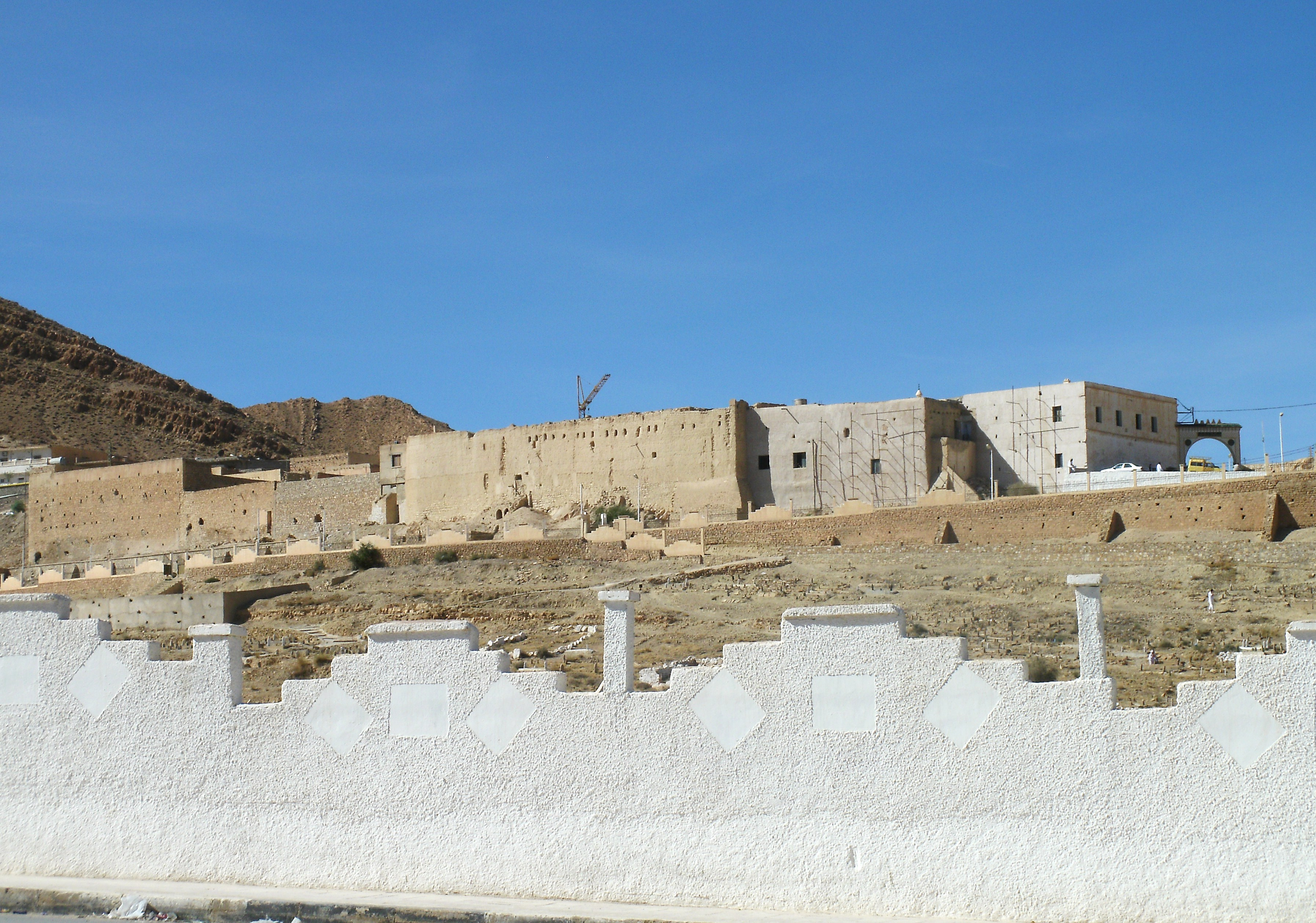
Zaouia in der Stadt El Hamel

Die Rahmānīya (arabisch الطريقة الرحمانية, DMG aṭ-ṭarīqa ar-raḥmānīya, auch Rahmaniyya oder Rahmani) oder Rühmani ist ein in Algerien entstandener islamischer Sufiorden (Tarīqa), der von dem muslimischen Mystiker Sidi M'Hamed Bouqobrine (1720–1793 od. 94) gegründet wurde und nach diesem benannt wurde.  

## Leben des Gründers
Aus dem Stamm der Ait Ismaʿil stammend, vollzog er zunächst ein Selbststudium um anschließend nach der Pilgerfahrt nach Mekka weitere Studien an der Al-Azhar-Universität in Kairo aufzunehmen. Dort lernte er Muhammad b. Salim al-Hafnawi kennen, der ihn in den Sufi-Orden der Khalwati einführte und mit dem Missionsauftrag versah, dessen Lehren in Indien und im Sudan weiter zu verbreiten. Nach seiner Rückkehr in sein Heimatdorf in Algerien gründete er dort eine Zaouia und dort seine „Visionen“ von Muhammad propagierte, denen zufolge unter anderem die Zugehörigkeit oder Zuneigung zu seinem Orden eine Rettung vor dem Höllenfeuer sei. Diese Ansichten brachten ihn in Konflikt mit lokalen religiösen Führern und führten zu einer Umsiedlung nach Hamma (in der Nähe von Algier), wo er abermals in Konflikte geriet und nur durch das Wohlwollen der türkischen Autoritäten einer Verurteilung entging. Wenig später verstarb Sidi M'Hamed Bouqobrine. Nachdem dessen Nachfolger ebenfalls zeitnah verstarb, der Orden jedoch weiterhin Zulauf neuer Anhänger hatte, setzte bald eine Spaltung ein.

## Praktiken
Jeder Murīd war zu exzessivem Dhikkr angehalten mit Wiederholungen von bis zu 70.000 Mal pro Tag und Nacht, deren Anzahl später reduziert wurde.